# Major Tom
Pour la chanson de Peter Schilling, voir Major Tom (Coming Home).
Le Major Tom est un astronaute fictif, personnage récurrent des chansons de David Bowie. Alter ego probable de l'artiste, il apparaît pour la première fois dans la chanson qui lance sa carrière en 1969, Space Oddity, puis revient onze ans plus tard dans Ashes to Ashes et, — sans y être cité nommément —, dans Hallo Spaceboy, Slow Burn et New Killer Star. Son squelette sur lequel s'ouvre le clip de Blackstar annonce en 2015 la mort imminente de Bowie.

## Major Tom dans l’œuvre de Bowie

### Space Oddity(1969)
Major Tom apparaît pour la première fois dans la chanson de Bowie qui lance sa carrière, Space Oddity (album David Bowie, sorti en 1969 et renommé plus tard Space Oddity). La chanson est construite comme un dialogue entre le Major Tom, embarqué à bord d'un lanceur spatial qui s'élance de la Terre, et le centre de contrôle au sol. Passées les dernières recommandations (« prenez vos pilules de protéines, mettez votre casque, le décompte commence, moteur, allumage, et que l'amour de dieu vous accompagne ! », « Take your protein pills and put your helmet on [...] Commencing countdown, engines on. Check ignition and may God's love be with you ! »), le voyage se déroule comme prévu (« vous avez réussi ! », « You've really made the grade! »). Vient le moment où Major Tom doit sortir de sa capsule. L'astronaute semble plonger progressivement dans la torpeur mélancolique et perdre contact avec la Terre : « je suis en train de franchir la porte, je flotte dans l'espace d'une façon très étrange, les étoiles ont l'air vraiment différentes aujourd'hui « I'm stepping trough the door. And I'm floating in a most peculiar way. And the stars look very different today. ». Tom a parcouru des milliers de kilomètres, il donne des nouvelles:  « je me sens très calme, je crois que mon vaisseau spatial sait quelle route prendre, dites à ma femme que je l'aime beaucoup », « I'm feeling very still, and I think my spaceship know which way to go. Tell my wife I love her very much she knows ». Le centre spatial signale alors une anomalie « votre circuit est mort, il y a quelque chose qui ne va pas », « You're circuit's dead, there's something wrong ? », et tente en vain de rétablir le contact. Dans ses derniers mots audibles, Major Tom indique « me voilà à flotter autour de ma boîte de conserve, bien au-delà de la lune. La planète Terre est bleue et il n'y a rien que je puisse faire », « Here I am floating on my tin can. Planet Earth is blue, and there's nothing I can do. ». On imagine l'astronaute, condamné à errer sans fin dans le cosmos. L'allusion à la drogue est transparente.
Dans le film promotionnel de 1969 Love You till Tuesday, David Bowie interprète à la fois les rôles du major Tom et de son interlocuteur au sol. Deux femmes — incarnées par le mannequin Samantha Bond et l'assistante de production Suzanne Mercer — apparaissent aux côtés de l'astronaute, anges ou extraterrestres qui lui retirent progressivement sa combinaison. La vidéo se clôt sur une image de Major Tom assis dans sa « boîte de conserve » entre les deux femmes, dans une sorte de ménage à trois.

### Ashes to Ashes
Onze ans plus tard, Major Tom réapparait dans la chanson Ashes to Ashes, hit de l'album Scary Monsters (And Super Creeps). Comme le laisse entendre le titre, une boucle se referme.
Dès le premier vers, le chanteur rappelle le personnage : « Do you remember a guy that's been / In such an early song? ». Le centre de contrôle a capté un message de l'espace, sorte de SOS de l'astronaute : il veut revenir sur Terre, mais au sol on sait qu'il est devenu un junkie dépendant, poursuivi par ses pilules (« But that little green wheel is following me » alors qu'il voudrait rester « clean »), oscillant entre les sommets où le mène la drogue et la souffrance du cocaïnomane (« We know Major Tom's a junkie / Strung out in heaven's high / Hitting an all-time low » — où Low évoque l'album précédent du chanteur, composé à un moment où Bowie se perd dans la drogue à Los Angeles et consacré à la dépression due à la toxicomanie).
Suit une supplique de l'astronaute, « I've never done good things / I've never done bad things / I never did anything out of the blue ».
La chanson se termine sur une ritournelle enfantine, autre évocation de la boucle bouclée, du retour à l'innocence de l'enfance : « My mother said to get things done / You'd better not mess with Major Tom ». Mieux vaut se tenir à l'écart de la drogue.
Dans son ensemble, la chanson sonne comme une repentance de la part de Bowie, la volonté de mettre fin à la période d'abus qu'il a vécue à Los Angeles.

### Hallo Spaceboy(1995)
Hallo Spaceboy (album 1. Outside) décrit l'usure de l'astronaute dans l'espace, sans le nommer explicitement : 
« Spaceboy, you're sleepy now »
« Spaceboy, tu as sommeil maintenant »
En revanche Neil Tennant, le chanteur des Pet Shop Boys, cite Major Tom dans son interprétation de la chanson, qu'il mêle à des paroles de Space Oddity dans la version remixée que le groupe publie avec Bowie en 1996.

### Slow Burn(2005)
Bien qu'il ne soit pas cité dans la chanson, un astronaute — peut-être le major Tom — apparaît dans le clip vidéo de Slow Burn de l'album Heathen.

### Blackstar(2015)
Enfin, dans le clip vidéo de la chanson Blackstar en 2015 (sur l'album du même nom sorti en 2016 deux jours avant la mort de l'artiste), le squelette d'un astronaute mort git dans son scaphandre brisé sur une planète extra-terrestre. Une femme s'empare de son crâne, et commence une cérémonie qui s'apparente au culte d'une relique. Que la scène représente la fin du major Tom ne fait aucun doute,,, le réalisateur du clip ayant lui-même déclaré à la BBC « pour moi, c'était Major Tom à 100% ».

## Major Tom et Ziggy Stardust
Major Tom est bien sûr à rapprocher de l'autre habitant de l'espace dans l'imaginaire de Bowie, l'extra-terrestre (« Starman ») de The Rise and Fall of Ziggy Stardust and the Spiders from Mars. Comme Major Tom dans Ashes to Ashes, celui-ci voudrait venir à notre rencontre. Mais, de peur de faire « exploser nos cerveaux », il est condamné à rester en orbite et ne peut nous contacter que par l'intermédiaire de son prophète, Ziggy Stardust.

## Prolongements
Le chanteur allemand Peter Schilling réinterprète l'histoire du major Tom dans son Major Tom (Coming home), qui atteint la première place du box-office en Allemagne, Suisse, Autriche et Canada au début de 1983. Des similitudes ont été évoquées avec Rocket Man d'Elton John, Bowie lui-même chantant parfois « Oh, Rocket Man! » dans les versions concert de Space Oddity.
En 2013, l'astronaute canadien Chris Hadfield interprète Space Oddity à la guitare à bord de la Station spatiale internationale. Avec l'autorisation de Bowie, la vidéo — premier enregistrement musical dans l'espace — est publiée sur YouTube le 13 mai 2013. La vidéo compte plus de 48 millions de vues début 2021.
Deux ans plus tard, les médias surnomment « Major Tim » l'astronaute britannique Timothy Peake, en service à bord de l'ISS du 15 décembre 2015 au 18 juin 2016 (expéditions 46 et 47),, référence directe à l'astronaute fictif de Bowie,,. Peake, toujours en orbite le jour de la mort de Bowie, lui rend hommage sur Twitter.
L'acteur anglais Nicholas Pegg (en) émet l'hypothèse que Major Tom pourrait être inspiré par l'artiste de music-hall Tom Major (en), père de l'ancien premier ministre britannique, qui s'est produit plusieurs fois dans la ville natale de Bowie, Brixton.

### Autres hommages
En 2022, l'arachnologiste Peter Jäger baptise Bowie majortom une espèce d'araignée qu'il a découverte au Népal.